# Paolo Di Canio
Paolo Di Canio (ur. 9 lipca 1968 w Rzymie) – włoski piłkarz występujący na pozycji napastnika. Podczas kariery grał w S.S. Lazio, Ternanie Calcio, Juventusie, SSC Napoli, Milanie, Celticu Glasgow, Sheffield Wednesday, i West Ham United, Charltonie Athletic i A.S. Cisco Roma. W 2008 roku zakończył karierę.
W 2001 roku otrzymał nagrodę fair play FIFA. Pomocnik West Hamu, Trevor Sinclair, wygrał pojedynek z wybiegającym z bramki poza pole karne bramkarzem Evertonu, Paulem Gerrardem, który, źle stawiając stopę, skręcił nogę i padł na murawę. Piłkarz West Hamu, nie zważając na uraz rywala, dośrodkował, zaś Di Canio, zamiast przyjąć piłkę na klatkę piersiową i strzelić z 15 metrów do siatki, złapał piłkę oraz poczekał na gwizdek sędziego i interwencję lekarza.
W maju 2011 roku Di Canio zadebiutował w roli trenera. Został szkoleniowcem angielskiego klubu Swindon Town i już w pierwszym sezonie pracy awansował z nim do League One. 31 marca 2013 roku został trenerem Sunderlandu. 22 września 2013 roku został zwolniony po słabych wynikach drużyny, która zdobyła jeden punkt w pięciu spotkaniach.
Di Canio jest zdeklarowanym faszystą; był już kilkakrotnie karany i zawieszany za publiczne wykonanie rzymskiego salutu. Stowarzyszenie faszystowskie każdorazowo opłacało nakładane na Di Canio kary.